# Лесешак Дмитро Васильович
Дмитро́ Васи́льович Лесеша́к (нар. 1 листопада 1984, с. Рихтичі — пом. 21 серпня 2014, смт. Георгіївка) — український військовик, старший стрілець 8-ї роти 3-го батальйону 24 ОМБр Збройних сил України, учасник російсько-української війни.

## Життєвий шлях
Народився 1984 року в селі Рихтичі (Дрогобицький район, Львівська область). Батько працював на заробітках у Казахстані та будував хату в своєму селі, яку закінчив будувати 2003 року. Закінчив 9 класів Рихтицької ЗОШ, Дрогобицький механічний технікум, після служби в армії працював майстром на Долотному заводі.
В часі війни з травня 2014-го — солдат 24-ї окремої механізованої бригади.
20 серпня в складі підрозділу мав важкий бій під Георгіївкою з російськими військами. Загинув внаслідок важкого осколочного поранення 21 серпня у бою поблизу Георгіївки під час артилерійського обстрілу російськими терористами. Тоді ж поліг капітан Руслан Жилін.
Сім'я дізналась про загибель Дмитра тільки 13 вересня.
16 вересня 2014-го похований в селі Рихтичі. В останню дорогу Дмитра проводило усе село під державними прапорами.
Залишились батьки, брат Олег, бабуся.

## Нагороди та вшанування пам'яті
За особисту мужність і героїзм, виявлені у захисті державного суверенітету та територіальної цілісності України, вірність військовій присязі під час російсько-української війни, відзначений — нагороджений
- орденом «За мужність» III ступеня (14.3.2015, посмертно)
- 27 травня 2015 року на фасаді Рихтицької СЗШ І-ІІІ ступенів була відкрита меморіальна дошка випускнику цього навчального закладу Дмитру Лесешаку[4].
- У червні 2017 року в селі Рихтичі відбувся футбольний турнір пам'яті Дмитра Лесешака[5].
- Вшановується 21 серпня на щоденному ранковому церемоніалі вшанування українських захисників, які загинули цього дня у різні роки внаслідок російської збройної агресії[6]
- Його портрет розміщений на меморіалі «Стіна пам'яті полеглих за Україну» у Києві: секція 3, ряд 4, місце 9